# Sirr al-asrar
Sirr al-asrar es una obra didáctica árabe de origen incierto aunque de gran difusión, compilada y traducida por Yahya de Antioquía.
Su título completo es Kitâb as-siyâsa fî tadbîr ar-riyâsa al-ma’arûf bi-Sirr al-asrâr, que es conocida en España durante la Edad Media como Poridat de poridades, convirtiéndose en un importante referente para la literatura de la época. En ella se presenta consejos escritos, supuestamente, por Aristóteles a su pupilo Alejandro Magno. El autor señala haberla encontrado y traducido al árabe.